# 신문수
신문수(申文壽, 1939년 9월 24일~2021년 11월 30일)는 대한민국의 만화가이다. 명랑만화를 주로 그리는 작가로 알려져 있다.
충청남도 천안 출생으로, 중앙고등학교를 졸업하고 학생시절에 캐리커처를 그린 경험을 살려 만화가가 되었으며, 동아일보에 투고한 것을 계기로 1963년에 대중잡지를 통하여 등단하였으며 이에 앞서 공군에서 제대한 뒤 독학으로 만화를 그렸다. 명랑만화의 작가로 유명하며, 여러 인기작을 그렸다.
2002년부터 2005년까지 한국 만화가협회 회장을 역임하였고, 2008년에는 고바우 만화상을 수상하였다. 한국문화콘텐츠 앰버세더, 한국만화가 협회 자문위원, 한국만화 100주년 행사 준비위원, 경기도 콘텐츠기업협의회 고문으로도 활동하였다.
작품 중 〈도깨비감투〉와 〈로봇 찌빠〉가 2003년과 2009년에 각각 우표로 발행되었다. 〈로봇 찌빠〉는 72부작의 방송용 애니메이션으로 제작, 2010년 1월 12일부터 그 해 7월 13일까지 KBS 2TV에서 방영하였다.
2016년 11월에 '도깨비감투'가 복간되었다. 2021년 11월 30일 신장암으로 투병 중 별세했다.

## 작품
- 〈꼬마족장 똘방이〉
- 〈도깨비감투〉
- 〈로봇 찌빠〉KBS2TV
- 〈서울 손오공〉
- 〈신판 콩쥐팥쥐〉
- 〈원시소년 똘비〉
- 〈포졸 딸꾹이〉
- 〈오대리 행진곡〉
- 〈신판 봉이 김선달〉

외 다수

## 수상
- 1996년 대한민국 출판 만화대상
- 2001년 대한민국 만화대상 공로상
- 2003년 〈도깨비감투〉 만화우표 발행
- 2008년 제8회 고바우 만화상[5]
- 2009년 〈로봇찌빠〉 한국만화 100주년 기념우표 발행

## 가족 관계
- 배우자: 김정자
  - 딸: 신소영, 신유라, 신혜라, 신주라

## 같이 보기
- 길창덕
- 윤승운
- 이정문